# Galotyri
Galotyri es un queso griego con denominación de origen protegida a europeo. Se produce en Epiro y Tesalia. Se trata de un queso tradicional, uno de los más antiguos del país, elaborándose aún según métodos tradicionales. Es un queso de leche de oveja o cabra o una mezcla de las dos. Su textura es cremosa, resultando suave su sabor.
- Datos: Q747119